# Via Crucis

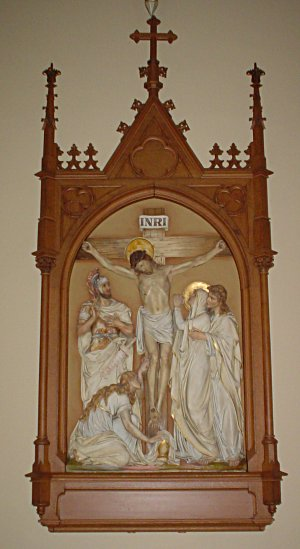
Representació de la dotzena estació del Via Crucis

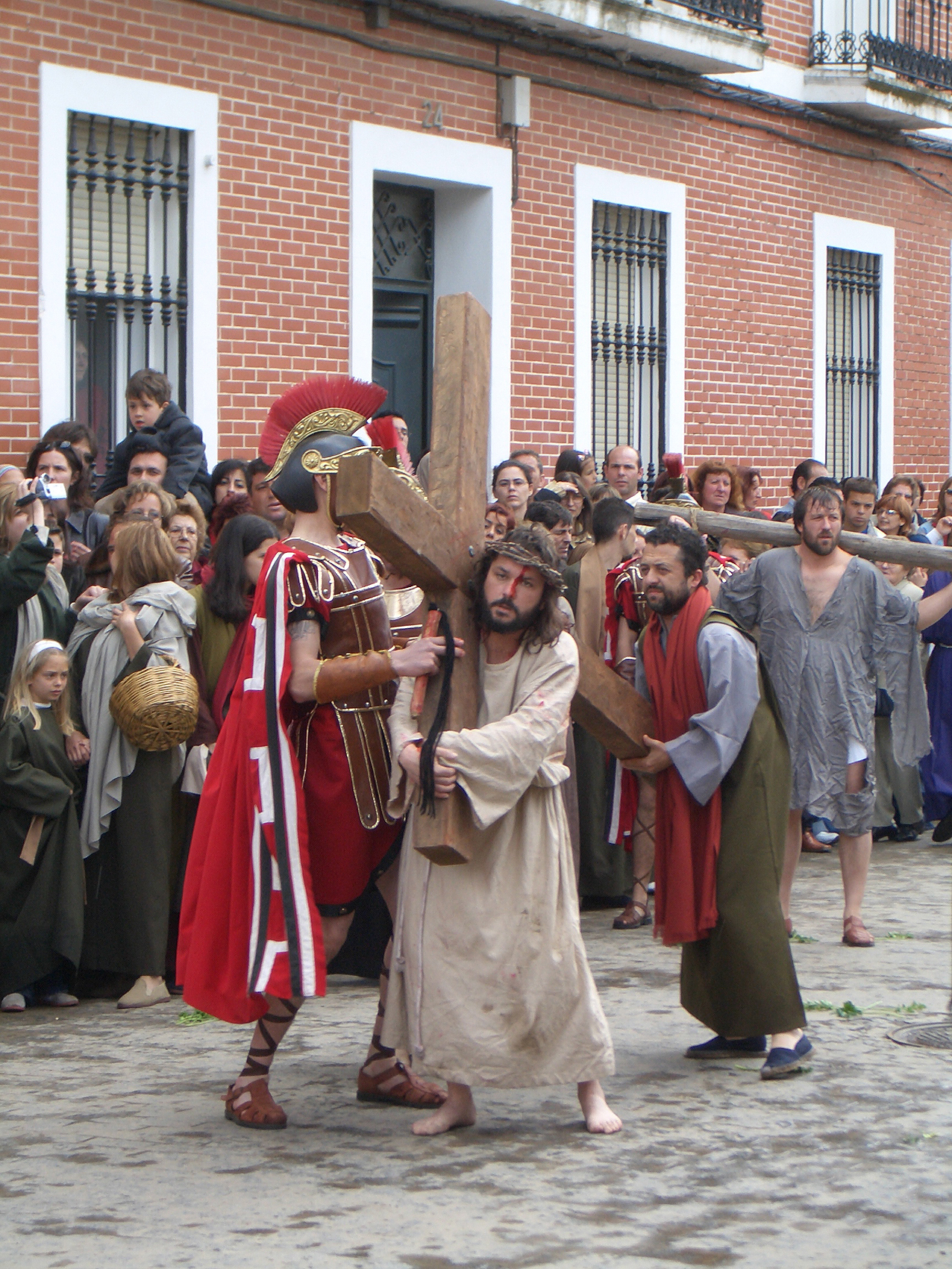
El Cireneu

El Via Crucis (expressió llatina que significa "Camí de la creu") és una pràctica devocional catòlica que recorda els moments de la vida de Jesús de Natzaret des que va ser fet presoner fins a la seva crucifixió i sepultura (Passió de Jesús). Tradicionalment es rememora a les esglésies durant la quaresma i per Setmana Santa i en molts pobles hi ha la tradició de fer-ho en processó pels carrers acompanyant la imatge de Jesús en creu. Per extensió l'expressió també s'utilitza per expressar grans dificultats.

## Estacions
Als moments del Via Crucis se'ls anomena "estacions" i tradicionalment són les 14 llistades a continuació:
- Primera estació: Jesús és condemnat a mort
- Segona estació: Jesús porta la creu a coll
- Tercera estació: Jesús cau per primera vegada sota el pes de la creu
- Quarta estació: Jesús troba la seva mare, la Verge Maria
- Cinquena estació: El Cirineu ajuda Jesús a portar la creu
- Sisena estació: Santa Verònica eixuga la cara de Jesús amb la vera icona
- Setena estació: Jesús cau per segona vegada a terra
- Vuitena estació: Jesús consola les dones de Jerusalem
- Novena estació: Jesús cau per tercera vegada a terra
- Desena estació: Jesús és despullat dels seus vestits
- Onzena estació: Jesús és clavat a la creu (Crucifixió)
- Dotzena estació: Jesús mor en la creu
- Tretzena estació: Jesús és davallat de la creu (Davallament)
- Catorzena estació: Jesús és col·locat en el sepulcre (Enterrament)

Sota el papat de Joan Pau II es creà un nou Via Crucis amb estacions basades en fets del Nou Testament, ja que l'anterior recull molts passatges dels Evangelis apòcrifs. Les estacions del nou Via Crucis són les següents:
- Primera estació: Pregària a l'Hort de Getsemaní
- Segona estació: Jesús és arrestat
- Tercera estació: Jesús és condemnat pel Senedrí
- Quarta estació: Sant Pere nega Jesús
- Cinquena estació: Jesús és condemnat a mort per Pilat
- Sisena estació: Jesús és flagel·lat i coronat d'espines
- Setena estació: Jesús carrega la creu
- Vuitena estació: El Cirineu ajuda Jesús a portar la creu
- Novena estació: Jesús consola les dones de Jerusalem
- Desena estació: Jesús és clavat a la creu
- Onzena estació: Jesús promet el Paradís al lladre bo
- Dotzena estació: Jesús parla a Joan i Maria
- Tretzena estació: Jesús mor a la creu
- Catorzena estació: Jesús és col·locat en el sepulcre

### Representació gràfica

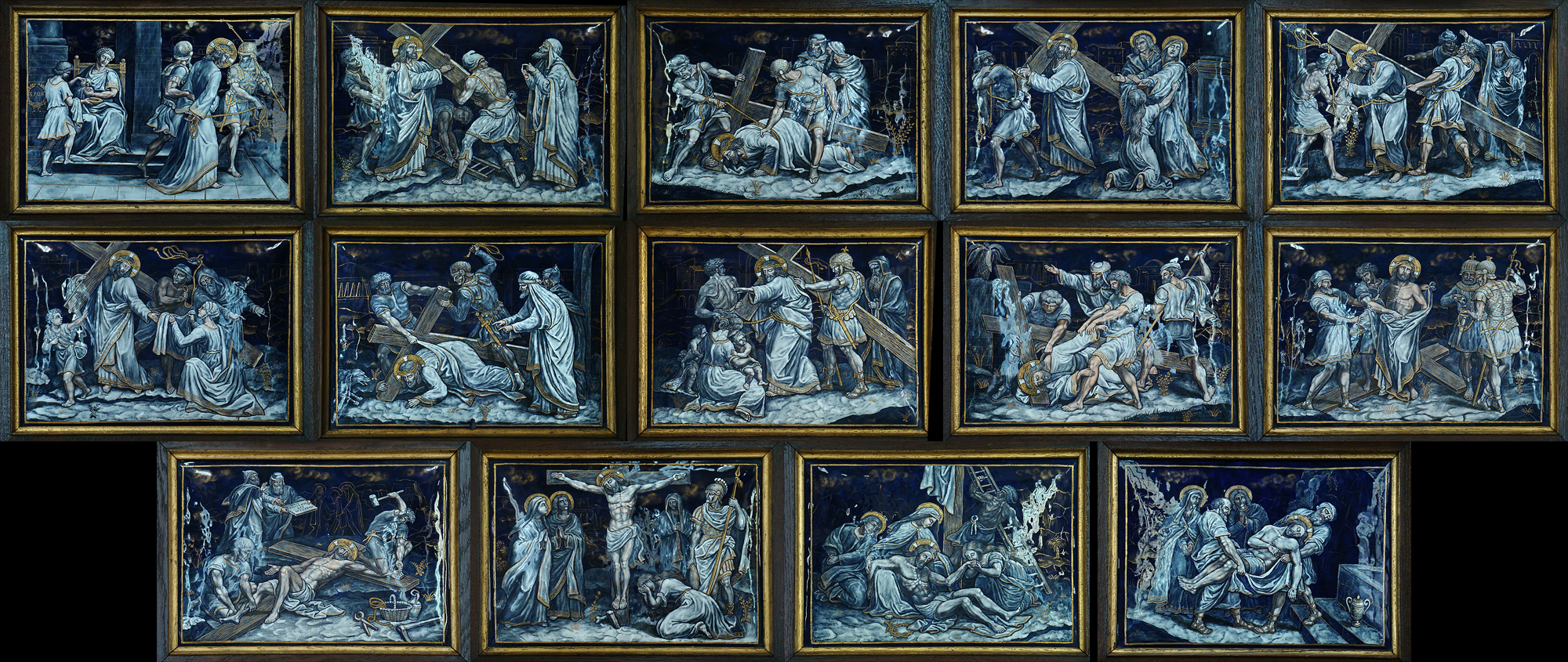
Les estacions tradicionals del Via Crucis, esmalts a l'església Notre-Dame-des-Champs a Avranches, Normandia